# Моцамета
Монастырь Святых Давида и Константина, более известный как Моцамета (груз. მოწამეთა) — грузинский православный монастырь в крае (мхаре) Имеретия в Грузии. Находится примерно в 6 км к северо-востоку от центра Кутаиси. Монастырь расположен на живописном утёсе на изгибе реки Цкалцители, притока реки Риони. Неподалёку отсюда находится Гелатский монастырь. В 2007 году монастырь Моцамета был включён в список недвижимых культурных памятников национального значения Грузии.

## История
Название монастыря, которое буквально означает «Место мучеников», связано с братьями из благородного рода Аргвети, Давидом и Константином, которые организовали восстание против арабских оккупантов в VIII веке. Когда восстание провалилось, они были взяты в плен, а затем им было обещано помилование в обмен на обращение в ислам. Братья не приняли это предложение, и позже они были подвергнуты пыткам и убиты, а их тела были брошены в реку. Вода стала красной, и в память об этом событии река была названа Цкалцители, что означает «красная вода». Легенда гласит, что когда люди нашли тела братьев на берегу, они услышали Божий голос, который велел нести их на восток пока не взойдёт солнце. Рассвет застал процессию у руин сожжённой церкви — там братья и были захоронены. Позднее Грузинская православная церковь причислила Давида и Константина к лику святых, а царь Грузии Баграт IV заложил на месте их погребения храм и основал монастырь.
В 1923 году монастырь был закрыт советскими властями, а мощи Давида и Константина были раскрыты и вывезены в музей Кутаиси. Это вызвало возмущение местных жителей, после чего мощи возвратили в монастырь, где они находятся и сегодня. Ежегодно 15 октября в монастыре проводится праздник Моцаметоба, посвящённый памяти Давида и Константина.
В 2018 году были начаты работы по устройству туристической инфраструктуры у монастыря.

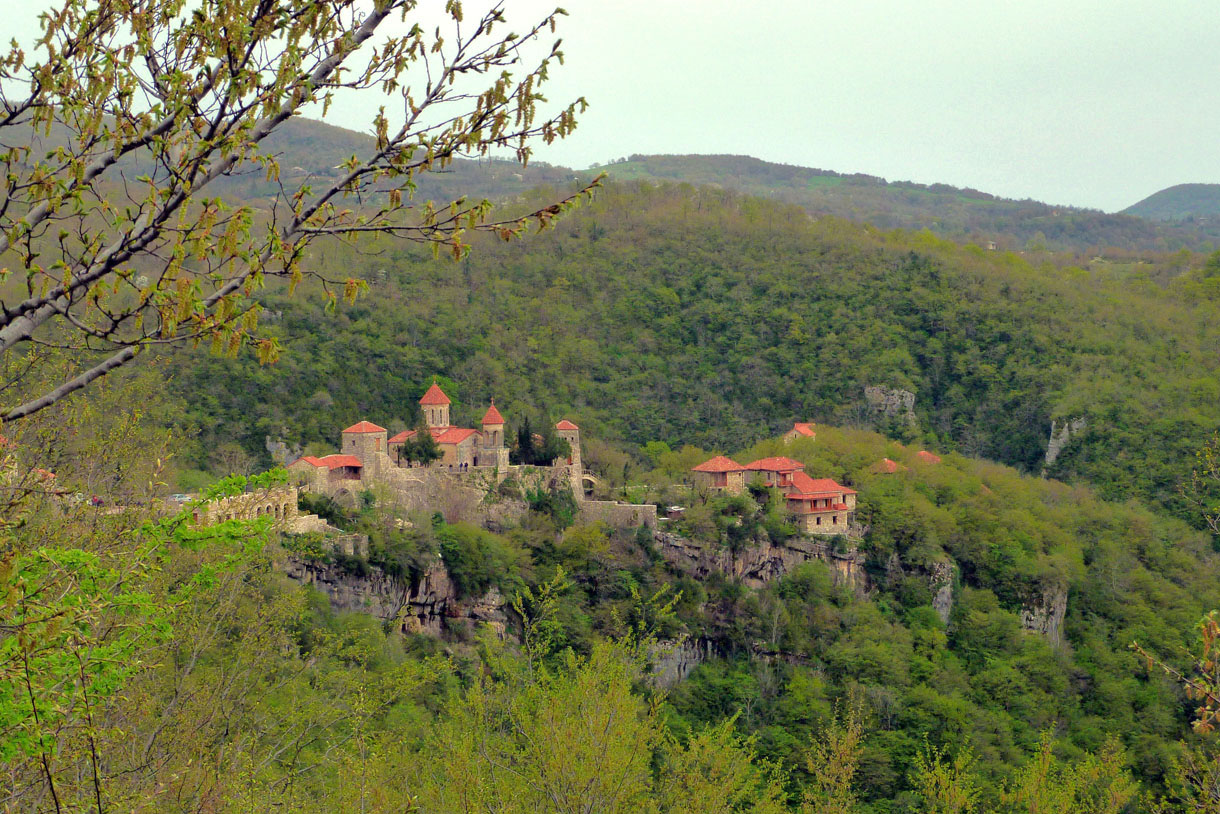
Монастырские постройки
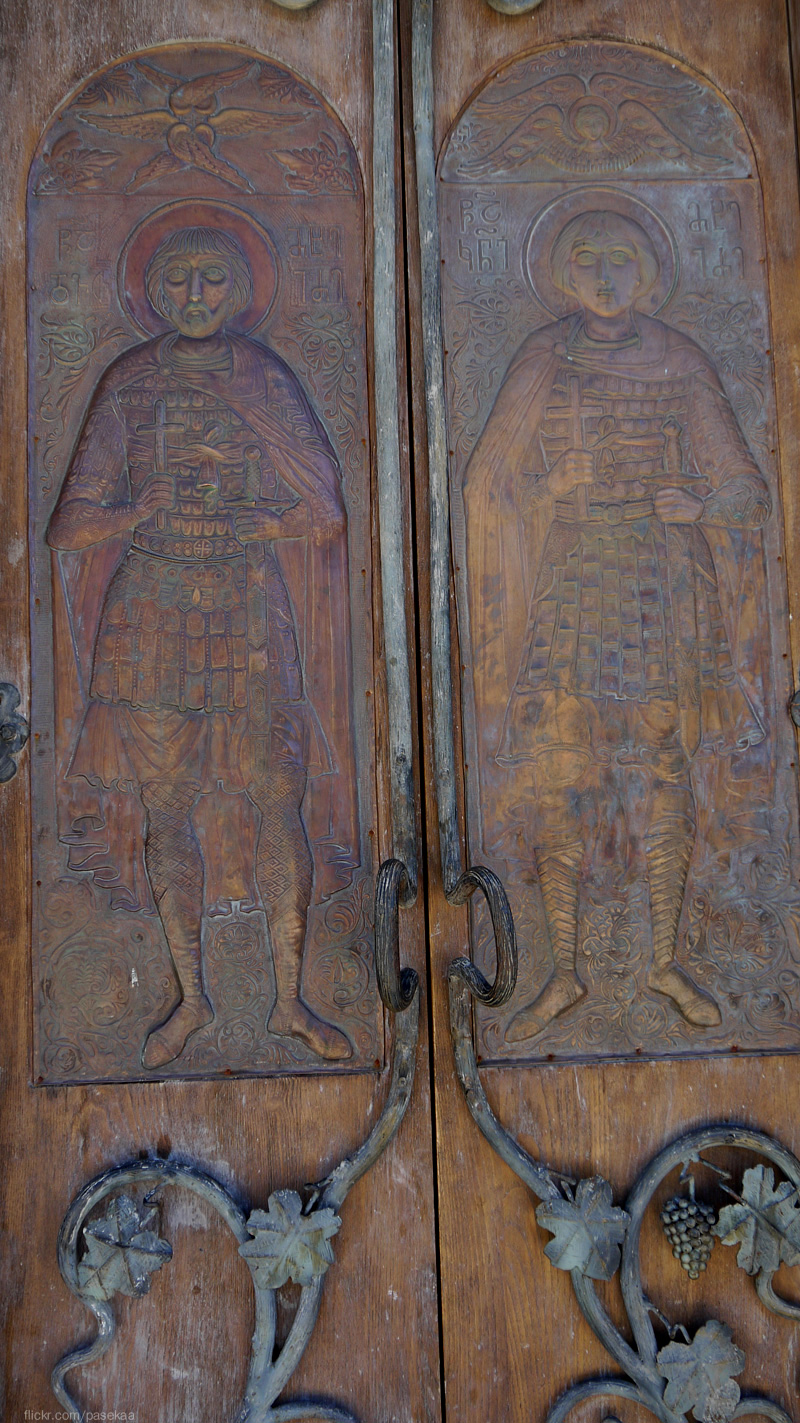
Дверь Моцаметского монастыря
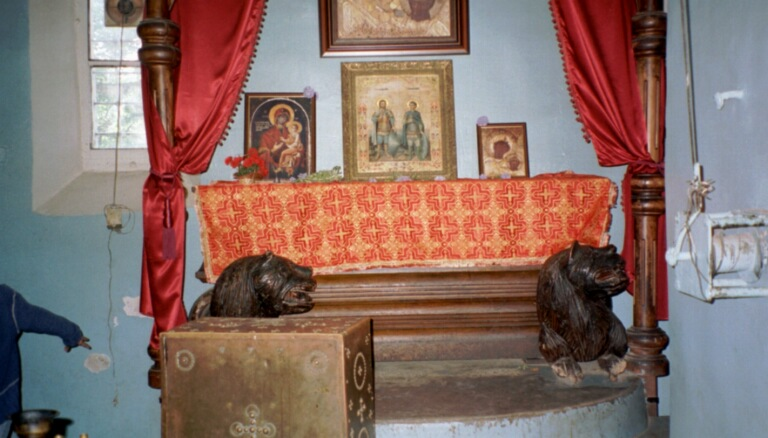
Гробница Давида и Константина в монастыре

## Рекомендации
1. 1 2  Wiki Loves Monuments monuments database — 2017.
2. ↑  Motsameta Monastery, Georgia. eurasia.travel. Дата обращения: 6 августа 2019. Архивировано 7 июля 2019 года.
3. 1 2 3  Монастырь Моцамета сделают привлекательным для туристов Архивная копия от 1 ноября 2019 на Wayback Machine // sputnik-georgia.ru
4. ↑  List of Immovable Cultural Monuments (груз.). National Agency for Cultural Heritage Preservation of Georgia. Дата обращения: 3 июля 2019. Архивировано 12 мая 2019 года.
5. 1 2  Gruzja, Armenia i Azerbejdżan - Magiczne Zakaukazie (пол.). — 2012. — С. 149—150. — ISBN 978-83-246-7447-3.
6. 1 2  Sławomir, Adamczak. Gruzja, Armenia i Azerbejdżan (неопр.). — 2013. — С. 181. — ISBN 978-83-7642-141-4.
7. ↑  Grzegorz, Petryszat. Gruzja w pigułce (неопр.). — 2013. — С. 149. — ISBN 978-83-62460-37-3.